# Edmundo Beaufort, 2.º Duque de Somerset
Edmundo Beaufort, 2.º Duque de Somerset (1406 - 22 de Maio de 1455), por vezes referido como 1.º Duque de Somerset, foi um nobre Inglês e uma figura importante na Guerra das Rosas e na Guerra dos Cem Anos.

## Vida
Edmundo Beaufort foi o quarto filho de João Beaufort, 1.º Conde de Somerset, e da sua esposa, Margarida Holland. Os seus avós paternos eram João da Gante, Duque de Lancaster, e Catarina Swynford. Os seus avós maternos eram Tomás Holland, 2.º Conde de Kent e Alice Fitzalan. Alice era uma filha de Ricardo Fitzalan, 10.º Conde de Arundel e da sua esposa, Leonor de Lancaster.
Ao contrário dos seus irmãos que foram feitos prisioneiros na Batalha de Baugé, em 1421, Edmundo era demasiado na altura para lutar e pôde adquirir muita experiência militar enquanto os seus irmãos estavam presos em França. Tornou-se comandante do exército inglês em 1431. Depois da recaptura de Harfleur foi nomeado Cavaleiro da Jarreteira em 1436. Depois de vários sucessos no campo de batalha foi nomeado Conde de Dorset em 1442 e, no ano seguinte, Marquês de Dorset. Durante os cinco anos de tréguas de 1444 a 1449 serviu como Tenente em França.
Apesar de ser o chefe de uma das maiores famílias do país, a sua herança valia apenas 300 libras, que contrastavam com a fortuna de 5800 libras do seu rival, Ricardo, Duque de York. Os esforços do Rei Henrique para compensar Somerset com posições que valiam 3000 libras serviram apenas para ofender mais pessoas e a sua disputa com York tornou-se mais pessoal, tornando a situação dinástica ainda pior. Outra disputa com Ricardo Neville, Conde de Warwik, devido ao seu direito de entrar dos domínios senhoriais de Glamorgan e Margannwg, podem tem levado Neville e os seus apoiantes para o lado de York.
Os desastres militares de Dorset deixaram-no vulnerável à critica do partido liderado pelo Duque de York, quando este foi nomeado para substituir o Duque em 1448. Após o início das hostilidades na Normandia em Agosto de 1449, Dorset devia ter pago 20.000 libras, mas há poucos indícios que mostram que o tenha feito. Os franceses atacaram, apesar de Henrique VI ter prometido ceder Main e os comandantes terem evacuado as guarnições.
Perdido ainda mais território, começaram as negociações que fizeram com que Carlos VII ficasse com Le Mans e Maine no dia 16 de Março de 1448. Pelo Verão de 1450, o conjunto de possessões inglesas no Norte de França estava perdido, por isso a atenção centrou-se em Gasconha, no Sul de França. Lá os ingleses não tiveram mais sucesso, perdendo tudo em 1453. A perda de Castillon em 1453 pôs um fim à Guerra dos Cem Anos.
O poder tinha sido de Somerset desde 1451 e foi monopolizado por ele virtualmente até o rei enlouquecer e York ser nomeado Lord Protector. O Duque de York prendeu Somerset na Torre de Londres e a sua vida só foi poupada provavelmente devido a uma melhora do rei no final de 1454 que retirou York das suas funções.
Nesta altura, York estava já determinado a depor Somerset custasse o que custasse e, em Maio de 1455, juntou um exército. Confrontou Somerset e o rei naquela que seria conhecida como a Primeira Batalha de St. Albans que marcou o início da Guerra das Rosas. Somerset foi morto em batalha depois de a casa onde se tinha abrigada ser destruída por uma bola de canhão. O seu filho, Henrique, nunca perdoou Warwick e York pelas suas acções em St. Albans e passou os nove anos seguintes a tentar restabelecer a honra da sua família.